# 王琳 (成化進士)
王琳（1438年—？），字廷佩，浙江嘉興府嘉善縣人，軍籍，明朝政治人物。

## 生平
成化七年（1471年）辛卯科浙江鄉試第三十三名舉人。成化十七年（1481年）中式辛丑科會試第一百十九名，二甲第六十名進士。

## 家族
曾祖王福賜；祖父王以曾；父王景明，恩例冠帶。母嫡母張氏；生母許氏。慈侍下。